# CNBC-e
```
infobox]]
```

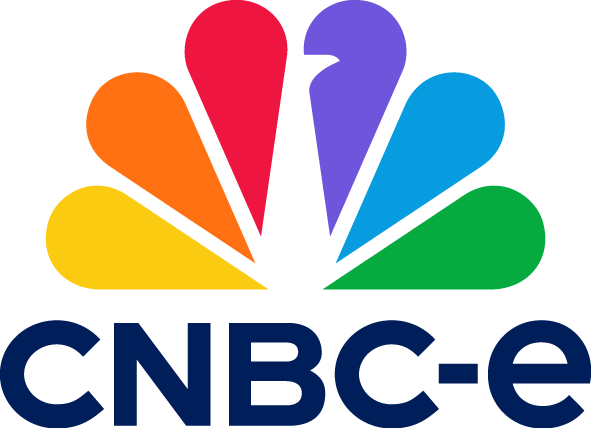

CNBC-e este o televiziune comercială turcă deținută de companiile CNBC Europe și NTV Group. 
Pe 6 noiembrie 2015 a fost cumpărat de Discovery Communications și înlocuit cu TLC.

## Legături externe
- CNBC-e Arhivat în 14 septembrie 2002, la Biblioteca Congresului